# Dumitru Braghiș
Dumitru Braghiș, né le 28 décembre 1957 à Chișinău, a été le Premier ministre de la Moldavie du 21 décembre 1999 au 19 avril 2001. Vasile Tarlev lui a succédé.
Il siège au Parlement, où il représente le parti l'Alliance Notre Moldavie (Alianța Moldova Noastră).